# Акіф'єв Олексій Валерійович
Олексій Валерійович Акіф'єв (рос. Алексей Валерьевич Акифьев; 22 січня 1976, м. Куйбишев, СРСР) — російський хокеїст, лівий нападник. Майстер спорту.
Вихованець хокейної школи ЦСК ВВС (Самара). Виступав за: ЦСК ВВС (Самара), «Лада» (Тольятті), «Амур» (Хабаровськ), СКА (Санкт-Петербург), «Спартак» (Москва), «Крила Рад» (Москва), «Сибір» (Новосибірськ), «Рубін» (Тюмень).
Досягнення
- Чемпіон ВХЛ (2011).